# 等持院の戦い
等持院の戦い（とうじいんのたたかい）は、戦国時代の永正17年（1520年）5月5日に山城国等持院（現在の京都府京都市北区）で細川高国軍と三好之長軍との間で行われた戦い。この戦いで勝利した高国は細川氏当主の座を固め、13年にも及ぶ家督争い（両細川の乱）に一旦決着を付け、室町幕府管領として権勢を振るった。

## 開戦までの経緯
細川氏の家督は細川高国と細川澄元（及び家老の三好之長）が奪い合っていたが、永正8年（1511年）の船岡山合戦で敗北した澄元・之長主従は澄元の本拠地阿波へ逃れ逼塞した。これに対して高国は家督と管領職を確保して幕府の実権を握り、9年間は畿内最大の大名として勢力を誇った。
ただし、近年になって馬部隆弘は、船岡山合戦の時に澄元の祖父で阿波細川家の実権を握っていた細川成之と三好之長は出兵に反対して参陣しなかったこと、之長は澄元と対立したために一時高国に内通していたものの、成之の死後に高国が阿波を細川尚春に与えようとしていることを知って澄元と和解して高国・尚春と対立したこと、また長年阿波に君臨していた成之及び同家を継いだ細川之持（澄元の兄）が相次いで亡くなったことで阿波が騒乱状態になって、澄元・之長はその鎮圧を優先して高国との戦いを後回しにしたことを論じている。
だが、永正15年（1518年）に幕府の軍事力の要だった大内義興が中国地方へ戻ったことから情勢は不穏になった。この機会を捉えた澄元・之長が高国の地盤である摂津国人衆の調略を働きかけ、翌永正19年（1519年）10月に下田中城主池田信正（久宗）が寝返り、迎え撃った高国軍を破ったからである（田中城の戦い）。11月に澄元・之長が兵庫に上陸し高国派の瓦林正頼が籠もる越水城を包囲、3ヵ月後の永正17年（1520年）2月に越水城が落とされると、動揺した高国は近江坂本へ亡命、将軍足利義稙は高国と別れて澄元支持を表明した。好機と見た澄元らは上洛を図ったが、澄元は伊丹城に留まり之長が先鋒部隊を連れて高国が去った後の京都へ進軍した。澄元が残された理由は、之長が足場を固め安全に上洛出来るようにするため先に上洛したとも、澄元の体調が思わしくなかったともされている。
3月27日に上洛を果たした之長は澄元の代理として寺社への禁制発給や高国派の追討命令などを発し、義稙から澄元の家督承認の御礼を述べるなど順調に処置を進めた。だが、高国は敗れたとはいえ健在で、近江で逆襲の機会を伺っていた。

## 京都市街戦
5月3日、近江守護六角定頼（または父の六角高頼）の支援を取り付けて万全の準備を整えた高国は京都の東郊外の如意ヶ嶽に進軍、援軍の六角軍は更に西へ進み京都東の吉田（知恩寺付近）に待機、北から丹波守護代の内藤貞正率いる7000人の援軍も船岡山に到着、合計4万（5万とも）の高国軍は北と東から三好軍を挟み撃ちにした。対する三好軍は4000人から5000人と圧倒的に劣勢である上、大将の澄元が不在で士気も上がらず敗北は確実となっていた。
5日正午に戦闘開始、京都西端の等持寺に待機した三好軍は少数ながら奮戦したが、麾下の阿波・讃岐国人衆が高国側に次々と寝返り、午後8時頃に勝敗は決した。国人衆の寝返りについて、京都の医者半井保房は日記（『盲聾記』）に当日の状況を書き残し、国人が之長に愛想を尽かし、人質に取られていた家族を奪還すべく先に四国へ逃れたと寝返りの原因を推測している。また、間一髪のところで戦場からの離脱に成功したものの、之長とともに阿波の宿老的な地位にあった海部氏の兵も三好氏の兵と共に取り残されていることから、讃岐・阿波を支配する宿老層と国人層の対立が露呈した可能性もある。

## 戦後
之長は肥満体で京都から脱出出来ず、敗北後は京都に潜伏していたが、高国の追討で捕らえられ、6日後の5月11日に処刑された。甥の新五郎も同日に、2人の息子芥川長光や三好長則も翌日の12日に処刑された。澄元は之長の敗北を知ると7日に伊丹城を抜け出し、摂津と阿波の海路が瓦林正頼ら高国派に封鎖されていたため、播磨へ進路を変えて阿波へ戻れたが、既に病身だった澄元は体調が悪化、6月10日に死去した。三好氏と阿波細川氏の家督は之長の孫元長と澄元の子晴元が受け継いだが、等持院の戦いで受けた打撃から立ち直れず、再度逼塞を余儀無くされた。
将軍義稙は澄元に鞍替えして家督を承認していた事実から、当主に復帰した高国との間が気まずくなり、大永元年（1521年）に淡路へ出奔、再挙を図ったが果たせず大永3年（1523年）に没した。高国は義稙に構わず別の将軍を擁立、足利義晴を次の将軍に立てて自らは管領として実権を握った。対抗勢力を駆逐した高国の政権は安泰となったが、6年後の大永6年（1526年）に起こった些細な衝突に不公平な裁定を下したことから丹波国人衆の反感を買い、彼らと阿波の晴元達との結託及び政権崩壊を招いた（桂川原の戦い）。